# 恋愛部活
恋愛部活（ラブカツ）は、2006年4月4日から2007年3月27日まで日本テレビ系列で放送されたバラエティ番組。放送時間は23:55～翌0:25（スタート当初は23:25～23:55）の30分番組。「落下女」の後番組。

## 概要
- 恋をしたい全国の高校生がクラス対抗で合コンを体験する、という形態を模したバラエティ番組。全国の学校に番組出演者である田丸麻紀、若槻千夏、青木さやかのうちの1名が「部活顧問」という名目で出張し、学校公認の合コンという設定で、生徒の“恋の駆け引き”を観察する。
  - 青木が出張を担当することは少なく、2006年8月8・15・22日の放送分と2007年1月30日・2月6日の2回程度。
- 番組内では、スピッツの曲が多く流れる（ただし、カップル成立時の曲はくるりの『Baby I Love You』)。山梨県の日本航空高等学校の回では地元出身のレミオロメンの「スタンドバイミー」が使われた。
- 番組に出演する男子生徒には「姓（例：鈴木君、佐藤君）」で、女子生徒には「名（例：花子ちゃん、静香ちゃん）」と呼ぶように徹底されている。

ただし、「顧問」は生徒紹介のとき、各生徒にニックネームを付ける。
- 2006年9月20日、90分スペシャル『秋の林間学校スペシャル』を放送。
- 2006年10月改編で現在の時間帯へ移行（『NEWS ZERO』開始のため）。同時に、おぎやはぎの矢作兼が新レギュラーとして加入した。
- 若槻が病気療養のため活動を一時休止した2006年11月からの期間、学校公認の合コン企画を休止し、矢作を進行役（クリス・ペプラーに倣ってヤハス・ペプラーと名乗り、DJスタイルで）に「ぐっとくるヒットソングの歌詞ランキング」などのアンケート企画や、青木が元カレと再会する企画などを展開した。なお、若槻の番組復帰は2007年1月23日の放映回。高校生合コン企画が再開されたのはその翌週から。
- 11月28日の放送に当時活動休止中であるKICK THE CAN CREWのMC（現在はソロ）のKREVAがゲスト出演した際に曲の制作を依頼し、この番組の為に制作した「アグレッシ部」を3月14日にリリースした。
- 「高校生(未成年者)の恋愛を応援する」、「学校内で合コンやデートをする」という番組内容には一部で批判的な意見もあり、BPOには番組名は伏せられているものの、番組に対して否定的な意見が寄せられていた。[1]

## やらせ問題
出演した一部生徒が芸能事務所所属のタレントであり、男子生徒が告白をしても最初から絶対に断るように仕組まれていたという、いわゆる「やらせ」問題がネットで話題になった。例として、日本航空高校での回に出た西村風由子はシャイニングスターエンターテイメント、原田百合果はタンバリンアーティスツ所属。最初にこれが発覚したのはピー・ビー・ビー所属の小野寺薫で、彼女は、番組放送開始間もない4月11日・17日のブログで、タレントとして番組オーディションを受けた事とロケに参加した事を特に隠さず記していた。ちなみに、彼女の出演した回の放送日は5月3日であったが、反響が大きく、放送当日の記事は削除された（チャットサイト「アイドル丼」の「インフォメーション」前日付部分に宣伝告知が残っている。節「外部リンク」参照）。他の殆どのタレントも、タレントとして出演した旨はことごとく削除されている。
バラエティ番組における悪しき習慣の一つとして、山本弘の『超能力番組を10倍楽しむ本』という本の中でもこれを紹介している。

## 出演者
- 青木さやか（メインMC）
- 田丸麻紀 - 出張メイン
- 若槻千夏 - 出張メイン
- 矢作兼（おぎやはぎ） -  2006年10月から

### ナレーター
- 古谷徹(番組開始から2006年9月13日まで)
- DJナイク(2006年9月20日から最終回まで)

## コーナー
- ラブカツ出逢い

男女が初めて対面する時間。対面するまで顔はシートで隠してあり、見られない。
- ラブカツ女子プロフィール紹介

ここで女子のプロフィールを紹介する。本人が理想のデートについて話す。
- ラブカツ第一印象

第一印象で良かったと思う相手を顧問（若槻、田丸、青木のうちの1名）に伝える。
- ラブカツ席替え

男女隣同士になって座り、交流を深める。5分ごとに席を替え、また違う人と交流を深める。
- ラブカツ校内デート

制限時間は15分。その名の通り、二人きりで校内をデートする。
- ラブカツ告白

男子が女子に今の自分の気持ちを伝え、自分の携帯電話番号を書いた紙を渡す。女子は、校内のどこかの場所で待っていて、男子は好きな女子のいる場所に行く。電話番号をもらった女子は、その男子が好きならば1週間後に電話する。
- ラブカツ1週間後

デートの1週間後の模様を送る。男子が、電話番号メモを渡した好きな女子からの電話を待つ。約束の時間に、女子は告白された男子が好きならば、その好きな男子の携帯電話に電話をかける。そして、男子の携帯電話が鳴れば、カップル成立。

## 歴代エンディングテーマ
- 2006年4月　「シャボン玉Days」Aqua Timez
- 2006年5月　「Here I am!」宮川愛
- 2006年6月　「線香花火」EBIS feat.MIE
- 2006年7月　「歩み」Aqua Timez
- 2006年8月　「ユラユラ揺れる」BON-BON BLANCO
- 2006年9月　「アリス」Splash Candy
- 2006年10月　「コイスルオトメ」いきものがかり
- 2006年11月　「Winter Love」BoA
- 2006年12月　「Fairly's stick」SATOMI'
- 2007年1月　「ホシの夜」kannivalism
- 2007年2月　「Lovin' Life」FUNKY MONKEY BABYS
- 2007年3月　「アグレッシ部」KREVA